# Görög nyelv
A görög nyelv (újgörögül ελληνική γλώσσα elinikí glósza) az ógörögből eredeztethető, az indoeurópai nyelvcsalád hellén ágába tartozó nyelv. Közvetlen rokona nincsen. Görögországban 10 millióan beszélnek görögül, amely a világ görögségének fele. A világon 20 millióan beszélik a görögöt.

## Története
Európa egyik legrégebbi írásos emlékekkel rendelkező nyelve; 3000 év távlatában lehet nyomon követni fejlődését. Rokona volt a makedón nyelv, amely tulajdonképpen az ógöröggel áll közvetlen rokonságban. 
- Ógörög (i. e. 800 – i. sz. 300)
  - Archaikus görög (kb. i. e. 800 – i. e. 500)
  - Klasszikus görög (kb. i. e. 500 – i. e. 300)
  - Hellénisztikus görög (koiné) (kb. i. e. 300 – i. sz. 300)
    - ezen belül időszámításunk kezdetétől az Újszövetség nyelve
- Középgörög (kb. 300 – kb. 1453)
- Újgörög (kb. 1453 óta)
  - Katharevusza
  - Dimotiki
    - Újgörög köznyelv

Az újgörög két változatban létezett, egyrészről a népi görög (δημοτική dimotikí), másrészről a mesterségesen létrehozott (καθαρέυουσα katharévusza, azaz tisztított) hivatalos nyelv, amely a klasszikus görög felújításaként a hivatalos nyelv volt a 19. századtól. A katharévusza folyamatosan vesztett a jelentőségéből, és végül 1976-ban a dimothikí változatot tették meg az ország hivatalos nyelvének. A katharévusza öröksége azonban még ma is jelen van.
A görögnek van néhány változata, így a Krétán, Rodoszon és Cipruson beszélt változatok. Ezenkívül Görögország területén kívül beszélt dialektusok az olaszországi griko és a pontoszi görög nyelv. A ciprusi görög (Kypriaka) az, ami jobban különbözik a görögországi nyelvtől; ez sok elemet kölcsönzött a törökből és annak –  Cipruson beszélt – másik nyelvváltozatából, a ciprusi törökből.
A jelenlegi újgörög nyelv és az előbb felsorolt dialektusok az ógörög nyelv attikai nyelvjárásából fejlődtek ki. Kivételt képez a cakóni nyelv, ami a dór dialektusból alakult ki.

## Újgörög nyelvtani jelenségek

### Főnevek
Hím-, nő- és semlegesnemű főnevek vannak, melyek ragozása különböző. Ismeri az alany-, tárgy-, birtokos és megszólító (vokatívusz) esetet. A többes szám jele nemenként változik. A hangsúly változhat a különböző esetekben.
Példa néhány főnév ragozására (ο άνθρωπως – o ánthroposz, az ember; η γυναίκα – i jinéka, a nő; το νερό – to neró, a víz):
|            | hímnem                   | hímnem                         | nőnem                      | nőnem                      | semlegesnem       | semlegesnem         |
|            | egyes                    | többes                         | egyes                      | többes                     | egyes             | többes              |
| ---------- | ------------------------ | ------------------------------ | -------------------------- | -------------------------- | ----------------- | ------------------- |
| alany      | ο άνθρωπος o ánthroposz  | οι άνθρωποι i ánthropi         | η γυναίκα i jinéka         | οι γυναίκες i jinékesz     | το νερό to neró   | τα νερά ta nerá     |
| birtokos   | του ανθρώπου tu anthrópu | των ανθρώπων ton anthrópon     | της γυναίκας tisz jinékasz | των γυναικών ton jinekón   | του νερού tu nerú | των νερών ton nerón |
| tárgy      | τον άνθρωπο ton ánthropo | τους ανθρώπους tusz anthrópusz | την γυναίκα tin jinéka     | τις γυναίκες tisz jinékesz | το νερό to neró   | τά νερά ta nerá     |
| megszólító | άνθρωπε ánthrope         | άνθρωποι ánthropi              | γυναίκα jinéka             | γυναίκες jinékesz          | νερό neró         | νερά nerá           |

### Igék
Minden szám és személy különböző, ezért általában nem teszi ki a névmást („írok”, nem pedig „én írok”). Van múlt, jelen, jövő ideje, elbeszélő formája („azt mondta, hogy ír”), aktív („beírtam”)  és passzív („engem beírtak”) alakja. Nem ismeri (elvesztette) a főnévi igenévi formát. A hangsúly a ragozáskor változik.
Példa igeragozásra (μένω ’lakom, élek’). Érdekessége, hogy múlt időben a hangsúly mindig hátulról a harmadik szótagra kerül: ha nincs, a szótő kiegészül egy plusz szótaggal.
| szám/személy | jelen                              | jelen                                   | múlt                                | múlt                                     |
| szám/személy | egyes szám                         | többes szám                             | egyes szám                          | többes szám                              |
| ------------ | ---------------------------------- | --------------------------------------- | ----------------------------------- | ---------------------------------------- |
| első         | (εγώ) μένω (egó) méno              | (εμείς) μένουμε (emísz) ménume          | (εγώ) έμενα (egó) émena             | (εμείς) μέναμε (emísz) méname            |
| második      | (εσύ) μένεις (eszí) ménisz         | (εσείς) μένετε (eszísz) ménete          | (εσύ) έμενες (eszí) émenesz         | (εσείς) μένατε (eszísz) ménate           |
| harmadik     | (αυτό/αυτή) μένει (aftó/aftí) méni | (αυτά/αυτές) μένουν (aftá/aftész) ménun | (αυτό/αυτή) έμενε (aftó/aftí) émene | (αυτά/αυτές) έμεναν (aftá/aftész) émenan |

### Melléknevek
Fölveszik a főnév ragozását, tehát például „szépek virágok”.

## Példaszöveg
- Όλοι οι άνθρωποι γεννιούνται ελεύθεροι και ίσοι στην αξιοπρέπεια και τα δικαιώματα. Είναι προικισμένοι με λογική και συνείδηση, και οφείλουν να συμπεριφέρονται μεταξύ τους με πνεύμα αδελφοσύνης. (Újgörög köznyelv, 1976-tól)
- Betűkövető latin betűs átírásban: Óloi oi ánthrōpoi gennioúntai eleútheroi kai ísoi stēn axioprépeia kai ta dikaiṓmata. Eínai proikisménoi me logikḗ kai syneídēsē, kai ofeíloun na symperiférontai metaxý tous me pneúma adelfosýnēs.
- Hivatalos, az újgörög kiejtést követő átírásban: Óli i ánthropi jeniúnte eléftheri ke íszi sztin axioprépia ke ta dikeómata. Íne prikizméni me lojikí ke szinídiszi, ke ofílun na szimberiféronte metaxí tusz me pnévma adelfoszínisz.
- Ὅλοι οἱ ἄνθρωποι γεννῶνται ἐλεύθεροι καὶ ἴσοι εἰς ἀξιοπρέπεια καὶ δικαιώματα. Εἶναι προικισμένοι μὲ λογικὸν καὶ συνειδηση καὶ ὀφείλουν νὰ συμπεριφέρωνται πρὸς ἀλλήλους μὲ πνεῦμα ἀδελφοσύνης. (Katharevusza, 1976-ig)
- Magyar fordításban: Minden emberi lény szabadon születik és egyenlő méltósága és joga van. Az emberek, ésszel és lelkiismerettel bírván, egymással szemben testvéri szellemben kell hogy viseltessenek.

## Lásd még
- Kappadókiai görög nyelv
- Pontoszi görög nyelv
- Görög ábécé